# Divine Oduduro
Divine Oduduro (Nigeria, 7 de octubre de 1996) es un atleta nigeriano, especialista en la prueba de 200 m, en la que logró ser subcampeón africano en 2018

## Carrera deportiva
En el Campeonato Africano de Atletismo de 2018 celebrado en Asaba (Nigeria) ganó la medalla de plata en los 200 metros, empleando un tiempo de 20.80 segundos, tras el sudafricano Ncincihli Titi (oro con 20.46 segundos) y por delante del también sudafricano Luxolo Adams (bronce con 20.60 segundos).